# Kurzyska (Ruda)
Kurzyska – część wsi Ruda w Polsce, położona w województwie mazowieckim, w powiecie żuromińskim, w gminie Lubowidz.
W latach 1975–1998 Kurzyska administracyjnie należały do województwa ciechanowskiego.